# Pseudolaophonte glemareci
Pseudolaophonte glemareci is een eenoogkreeftjessoort uit de familie van de Laophontidae. De wetenschappelijke naam van de soort is voor het eerst geldig gepubliceerd in 1977 door Bodin.